# مایک مویر
مایک مویر (انگلیسی: Mike Muir؛ زادهٔ ۱۴ مارس ۱۹۶۳) یک موسیقی‌دان اهل ایالات متحده آمریکا است. وی از سال ۱۹۸۱ میلادی تاکنون مشغول فعالیت بوده‌است.